# Bailly-le-Franc
Bailly-le-Franc település Franciaországban, Aube megyében. Lakosainak száma 36 fő (2022. január 1.). Bailly-le-Franc Joncreuil, Lentilles, Outines és Rives Dervoises községekkel határos.

## Népesség
A település népessége az elmúlt években az alábbi módon változott:
| Lakosok száma | 65   | 39   | 32   | 32   | 38   | 40   | 37   | 36   | 37   | 36   |
|               | 1968 | 1982 | 1990 | 2006 | 2013 | 2015 | 2017 | 2019 | 2020 | 2022 |